# Coyecques
Coyecques település Franciaországban, Pas-de-Calais megyében. Lakosainak száma 598 fő (2022. január 1.). Coyecques Audincthun, Bomy, Delettes, Dennebrœucq, Dohem és Reclinghem községekkel határos.

## Népesség
A település népességének változása:
| Lakosok száma | 576  | 584  | 611  | 606  | 606  | 602  | 602  | 600  | 598  |
|               | 2013 | 2015 | 2016 | 2017 | 2018 | 2019 | 2020 | 2021 | 2022 |